# Homostolus
Homostolus is een monotypisch geslacht van straalvinnige vissen uit de familie van naaldvissen (Ophidiidae).

## Soort
- Homostolus acer Smith & Radcliffe, 1913.